# ديبورا سولومون
ديبورا سولومون (بالإنجليزية: Deborah Solomon)‏ هي صحفية وكاتِبة أمريكية، ولدت في 9 أغسطس 1957 في نيويورك في الولايات المتحدة.